# Legousia hybrida
Legousia hybrida là loài thực vật có hoa trong họ Hoa chuông. Loài này được (L.) Delarbre mô tả khoa học đầu tiên năm 1800.